# Madame X (film 1929)
Madame X  è un film del 1929, diretto da Lionel Barrymore.

## Trama
Jacqueline Floriot viene buttata in strada senza denaro da Louis, il marito geloso quando questi scopre il tradimento della moglie. La donna non vedrà più nemmeno il suo bambino di quattro anni e cadrà sempre più nell'abiezione. Vent'anni dopo, Jacqueline è diventata l'amante di Laroque, un malvivente che, quando viene a sapere che Floriot è diventato Procuratore Generale, decide di ricattarlo. Ma Jacqueline si dispera a pensare che il figlio possa venire a conoscenza del suo passato sciagurato. Così spara e uccide l'amante.
Per caso, l'avvocato che le viene assegnato è proprio il figlio al suo primo caso. Il giovane è messo in imbarazzo dall'atteggiamento della sua cliente, che non vuole difendersi al processo. Floriot padre riconosce la moglie nella donna difesa dal figlio. Lei fa un accorato appello facendo comprendere al marito che vuole da lui il silenzio, proprio per salvare il figlio. La donna poi sviene e viene portata in una stanza chiusa. Prima di morire, lei bacia il figlio, inconsapevole che quella è sua madre.

## Produzione
Il film fu prodotto dalla MGM che, nel 1931, ne fece anche una versione in spagnolo, La mujer X, film diretto da Carlos F. Borcosque.

## Distribuzione
Distribuito dalla MGM, uscì nelle sale cinematografiche statunitensi il 17 agosto 1929
Alias
- Absinthe	USA (titolo TV)
- La mujer X	Spagna

### Altre versioni
La storia è tratta dal lavoro teatrale La Femme X... (Parigi, 15 dicembre 1908) di Alexandre Bisson che fu adattato varie volte per lo schermo. Tra le varie versioni: 
- Madame X, diretto da George F. Marion con Dorothy Donnelly (1916)
- Madame X, diretto da Frank Lloyd, con Pauline Frederick (1920)
- Madame X, diretto da David Lowell Rich con Lana Turner (1966)